# Old San Francisco
Old San Francisco (bra A Rainha do Pacífico é um filme mudo estadunidense de 1927, do gênero drama histórico, dirigido por Alan Crosland.